# Kotayasa
Kotayasa is een bestuurslaag in het regentschap Banyumas van de provincie Midden-Java, Indonesië. Kotayasa telt 8030 inwoners (volkstelling 2010).